# Euderces
Euderces är ett släkte av skalbaggar. Euderces ingår i familjen långhorningar.

## Dottertaxa tillEuderces, i alfabetisk ordning[1]
- Euderces acutipennis
- Euderces andersoni
- Euderces aspericollis
- Euderces auricaudus
- Euderces azureus
- Euderces basimaculatus
- Euderces batesi
- Euderces bellus
- Euderces biplagiatus
- Euderces boucardi
- Euderces brailovskyi
- Euderces cleriformis
- Euderces cribellatus
- Euderces cribripennis
- Euderces dilutus
- Euderces dimidiatipennis
- Euderces disparicrus
- Euderces elvirae
- Euderces grossistriatus
- Euderces guatemalenus
- Euderces guerinii
- Euderces hoegei
- Euderces howdeni
- Euderces laevicauda
- Euderces linsleyi
- Euderces longicollis
- Euderces magnus
- Euderces nelsoni
- Euderces noguerai
- Euderces obliquefasciatus
- Euderces parallelus
- Euderces paraposticus
- Euderces perplexus
- Euderces picipes
- Euderces pini
- Euderces posticus
- Euderces postipallidus
- Euderces propinquus
- Euderces proximus
- Euderces pulcher
- Euderces pusillus
- Euderces reichei
- Euderces reticulatus
- Euderces rubellus
- Euderces sculpticollis
- Euderces spinicornis
- Euderces succinus
- Euderces tibialis
- Euderces turnbowi
- Euderces waltli
- Euderces wappesi
- Euderces velutinus
- Euderces venezuelensis
- Euderces westcotti
- Euderces yucatecus